# George Elphinstone, 1. Viscount Keith

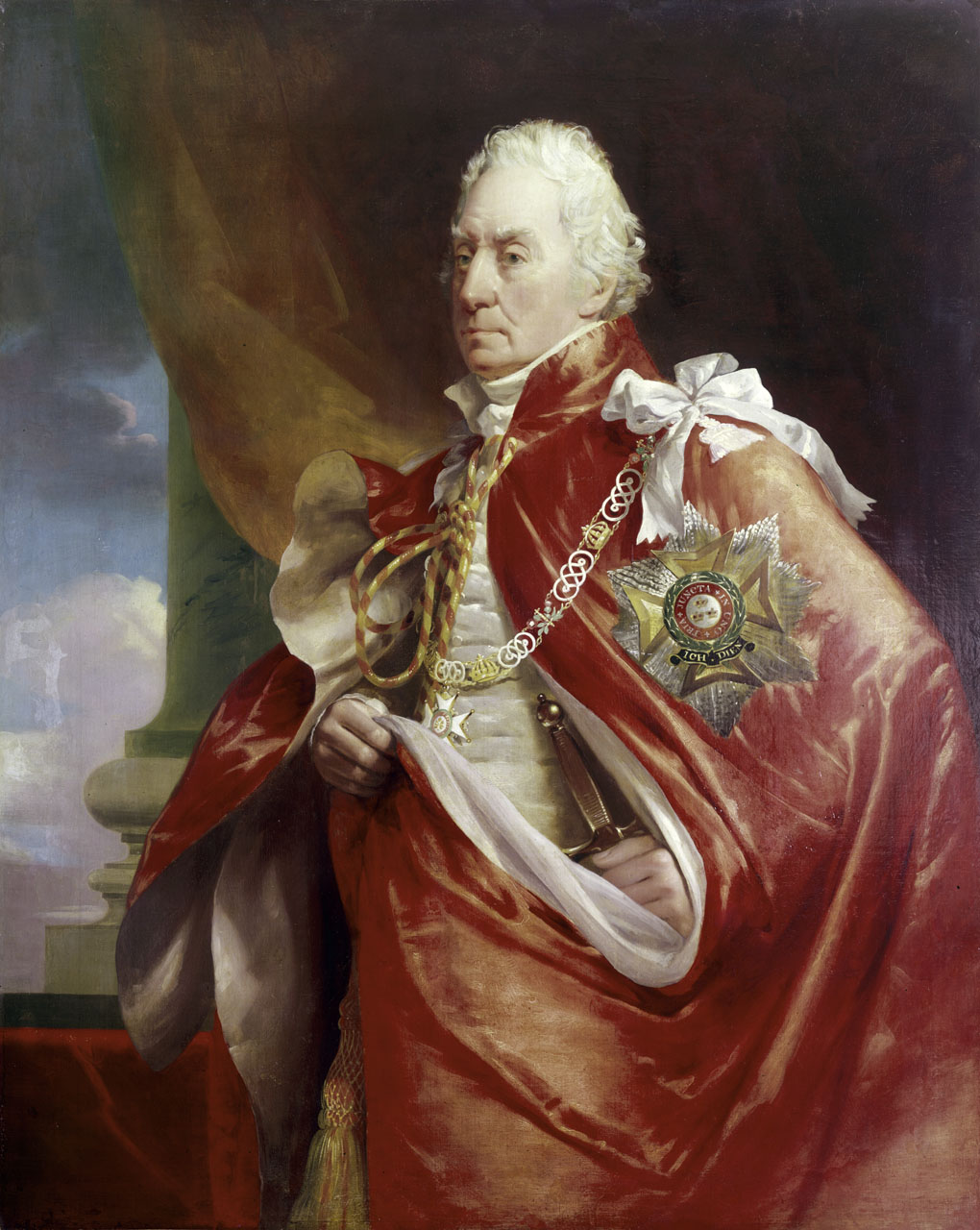
George Elphinstone, 1. Viscount Keith (Gemälde von George Sanders)

George Keith Elphinstone, 1. Viscount Keith (* 7. Januar 1746 in Elphinstone Tower bei Stirling; † 10. März 1823 in Tulliallan Castle bei Kincardine, Fife) war ein britischer Admiral während der Napoleonischen Kriege.

## Leben
George Elphinstone war fünfter Sohn des Charles Elphinstone, 10. Lord Elphinstone und ein Großneffe von George Keith, 9. Earl Marischal, nach dem er auch seinen zweiten Vornamen erhielt. Elphinstone trat 1761 in den Seedienst und war bereits 1775 Kapitän.
Während des Amerikanischen Unabhängigkeitskrieges kämpfte er zwischen 1780 und 1783 gegen Freibeuter, befehligte eine Marinebrigade vor Charleston (South Carolina) und eroberte ein niederländisches 50-Kanonen-Schiff. Nach Ende des Krieges blieb Elphinstone für rund zehn Jahre an Land und vertrat 1781 bis 1790 den schottischen Wahlkreis Dunbartonshire als Abgeordneter im House of Commons.
1793 befehligte er im Krieg gegen Frankreich bei der Einnahme von Toulon unter Samuel Hood ein Linienschiff. 1794 wurde er zum Konteradmiral befördert und eroberte 1795 das Kapland, segelte weiter nach Indien, wo er Ceylon nahm. Auf dem Rückmarsch zwang er im August 1796 ein niederländisches Geschwader zur Kapitulation in der Saldanhabucht. Während der großen Flottenmeuterei von 1797 gelang es Elphinstone als Oberkommandierendem, sowohl auf dem Nore als auch später in Plymouth die Ordnung wiederherzustellen. Von 1796 bis 1801 war er auch Abgeordneter im House of Commons für den schottischen Wahlkreis Stirlingshire.
Später erhielt er den Oberbefehl über die Flotte im Mittelmeer, blockierte 1800 Genua und deckte 1801 die Landung von General Abercromby mit seinen Truppen in Ägypten. Dort verweigerte er die Ratifikation des von seinem Unterbefehlshaber Sidney Smith mit den Franzosen abgeschlossenen Abkommens von el-Arisch.
Nach seiner Rückkehr war er zwischen 1803 und 1807 Oberbefehlshaber der britischen Flotte in der Nordsee, wurde 1806 zum Admiral der weißen Flagge befördert und dann 1812 zum Kommandeur der Kanalflotte ernannt. Zu den Hauptaufgaben der beiden Kommandos gehörte die Abwehr einer potentiellen Invasion Großbritanniens und die Deckungen der wichtigen Seehandelsrouten.
In seiner letztgenannten Eigenschaft teilte er Napoleon den künftigen Exilort mit und leitete
die Einschiffung nach St. Helena. Elphinstone starb 1823 in Tulliallan Castle bei Kincardine, Fife, seinem Landsitz in Schottland.

## Titel und Familie
1797 wurde Elphinstone in den erblichen Adelsstand erhoben. Ihm wurde die Würde des Baron Keith in der Peerage of Ireland verliehen. 1801 wurde ihm eine gleichlautende Baronie in der Peerage of the United Kingdom zuerkannt, die ihm 1803 nochmals verliehen wurde, nun mit einer speziellen Nachfolgeregelung zugunsten seiner Tochter. 1814 wurde er zum Viscount Keith erhoben.
Elphinstone war zweimal verheiratet, in zweiter Ehe mit Hester Maria Elphinstone, einer Tochter von Hester Thrale. Aus beiden Ehen hatte er jeweils eine Tochter.
Als Lord Keith taucht er mit seiner Frau Queenie wiederholt in den Aubrey-Maturin-Romanen von Patrick O’Brian auf.
Der Neffe von George Elphinstone war William George Keith Elphinstone, der den verlustreichen Rückzug der Briten aus Kabul im Ersten Anglo-Afghanischen Krieg führte.